# سرطان و مدیریت درمانی آن
سرطان و مدیریت درمانی آن (انگلیسی: Cancer and its Management) یک کتاب جامع پزشکی است که در سال ۱۹۸۶ توسط شرکت وایلی-بلک‌ول منتشر شد. نویسندگان اولیه این کتاب جفری اس. توبیاس و رابرت ال. سوهامی بودند که نفر دوم بعدها جای خود را به دانیل هوخهاوزر داد.